# براتسیگوفو
براتسیگوفو شهری در استان پازارجیک کشور بلغارستان است که جمعیت آن در سال ۲۰۰۱ میلادی ۴٬۵۲۹ نفر بوده‌است.